# 2016년 8월 죽음
다음은 2016년 8월에 사망한 저명한 인물 목록이다.
- 8월 1일 - 루마니아 왕국 미하이 1세의 왕비 안 드 부르봉파르므
- 8월 2일
  - 미국의 과학자 아메드 즈웨일
  - 미국의 영화배우 데이비드 허들스턴
- 8월 13일
  - 대한민국의 작사가 정두수
  - 영국의 배우 케니 베이커
- 8월 14일 - 일본의 야구선수 도요다 야스미쓰
- 8월 15일
  - 대한민국의 만화가 백무현
  - 잉글랜드의 축구선수 데일리언 앳킨슨
  - 일본의 성인 비디오 여배우 아카네 호타루
- 8월 16일 - 브라질의 FIFA 회장 주앙 아벨란제
- 8월 17일 - 캐나다의 영화감독 아서 힐러
- 8월 22일 - 싱가포르의 제6대 대통령 S. R. 나산
- 8월 24일 - 독일의 제4대 대통령 발터 셸
- 8월 26일 - 대한민국의 기업인 이인원
- 8월 27일
  - 대한민국의 코미디언 구봉서
  - 대한민국의 시인 정완영
  - 대한민국의 전 포항시장 정장식
- 8월 28일
  - 미국의 프로레슬링선수 미스터 후지
  - 멕시코의 가수 후안 가브리엘
- 8월 29일 - 미국의 배우 진 와일더